# Adinandra phlebophylla
Adinandra phlebophylla là một loài thực vật có hoa trong họ Pentaphylacaceae. Loài này được Hance mô tả khoa học đầu tiên năm 1876.